# Aschbach (Glatt)
Der Aschbach ist ein drei Kilometer langer Zufluss des Greifensees in der Gemeinde Maur im Schweizer Kanton Zürich. Er entwässert einen 1,05 Quadratkilometer grossen Abschnitt unterhalb des Wassbergs am Osthang der Pfannenstielkette.

## Geographie

### Verlauf

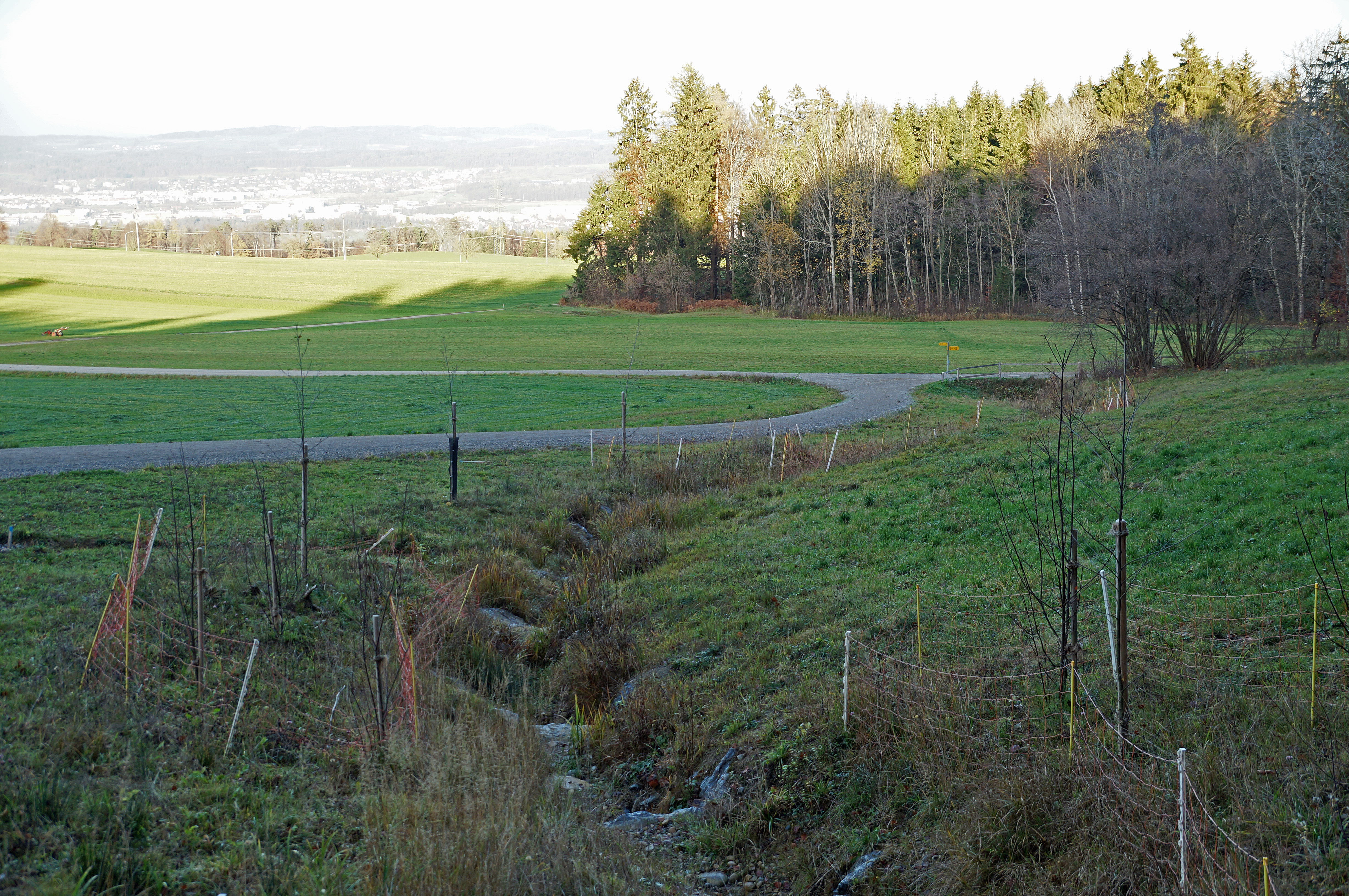
Renaturierter Abschnitt in der Grabenwis ein Jahr nach Offenlegung

Der Aschbach entspringt auf 707 m ü. M. am Nordhang des knapp innerhalb Zumikons liegenden Wassbergs. Die Quelle liegt wenig nördlich der Gemeindegrenze im Wassbergholz direkt neben den Feldern der Forenwis, einer Lichtung im Waldgebiet.
Er vereinigt sich gleich mit seinem rechten Seitenarm, der die Forenwis unterirdisch entwässert. Er durchfliesst das Wassbergholz in nordwestlicher Richtung, wobei er auf dem letzten Abschnitt bis zum Waldrand ein kleines Tobel bildet. Dabei passiert er an dessen Ausgang drei gefasste Quellen. Im folgenden Abschnitt Grabenwis mit Feldern war der Bach bis zur Offenlegung im Jahr 2014 eingedolt. Früher war das Winterriet genannte Gebiet eine Moorlandschaft ohne klaren Bachlauf. In der Folge verläuft der Aschbach vorwiegend nach Nordosten.
Er unterquert die Spitzwis eingedolt und erreicht das Wäldchen Leibach, welches von der Strasse Ebmatingen–Aesch zerschnitten wird. Hier nimmt er von rechts einen unbenannten Bach auf, der in der Spitzwis seinen Anfang nimmt. Unterhalb der Strasse bildet der Aschbach im unteren Teil des Wäldchens, genannt Holenstud, wieder ein kleines Tobel. Nach dem kurzen Waldstück erreicht er die Felder der Flur Bänkelsteg, wo er erneut eingedolt wird. Hier nimmt er von rechts das Wasser des Forenwisbachs auf, welcher nur rund 150 Meter nordöstlich des Aschbachs entspringt. Es folgt ein kurzer offener Abschnitt begleitet von Bäumen und dichtem Gehölz, ehe er die Strasse Ebmatingen–Maur unterquert.
Bei der Burgstelle Bänkelsteg tritt er im Waldgebiet Murholz wieder an die Oberfläche. Er durchfliesst das Bänkeltobel (auch Benkeltobel), in dem er Molasse freigelegt hat. Nach überwinden von vier rund 4 Meter hohen Wasserfällen flacht das Tobel allmählich ab. An dieser Stelle überspannt eine Brücke den Bach, welche die einzige Verbindung zwischen den Waldstücken beidseits des Bachlaufes darstellt. Es folgen kleinere Wasserfälle, ehe er die Stuhlenstrasse unterquert und somit das Murholz hinter sich lässt.
Er fliesst in einem Waldstreifen bis zur Strasse Fällanden–Maur beim Weiler Aschbach. Er unterquert die Strasse sowie kurz darauf die Zufahrtsstrasse zum Weiler kanalisiert, fliesst dann jedoch wieder frei. Schliesslich mündet der Bach nach einem kleinen Mündungsdelta an der Grenze eines Campingplatzes auf 435 m ü. M. in den nordwestlichen Teil des Greifensees.

### Einzugsgebiet
Das Einzugsgebiet des Aschbachs misst 1,05 km², davon sind 52,3 % bestockte Fläche, 46,1 % Landwirtschaftsfläche sowie 1,7 % Siedlungsfläche. Mit Ausnahme eines etwa vier Hektar grossen Gebietes auf Zumiker Gemeindegebiet liegt es vollständig in der Gemeinde Maur. Der höchste Punkt wird mit 732 m ü. M. bei der Wassbergwis erreicht, die durchschnittliche Höhe beträgt 613 m ü. M. und der mittlere Jahresniederschlag liegt bei 1279,28 mm.
Im Norden liegt das Einzugsgebiet des Mülitobelbachs sowie das des Murholzbachs und im Südosten das des Rausenbachs, die alle ebenfalls in den Greifensee entwässern. Im Süden und Südwesten das des Werenbachs, welcher in Zürich in den Zürichsee mündet.